# SCUT

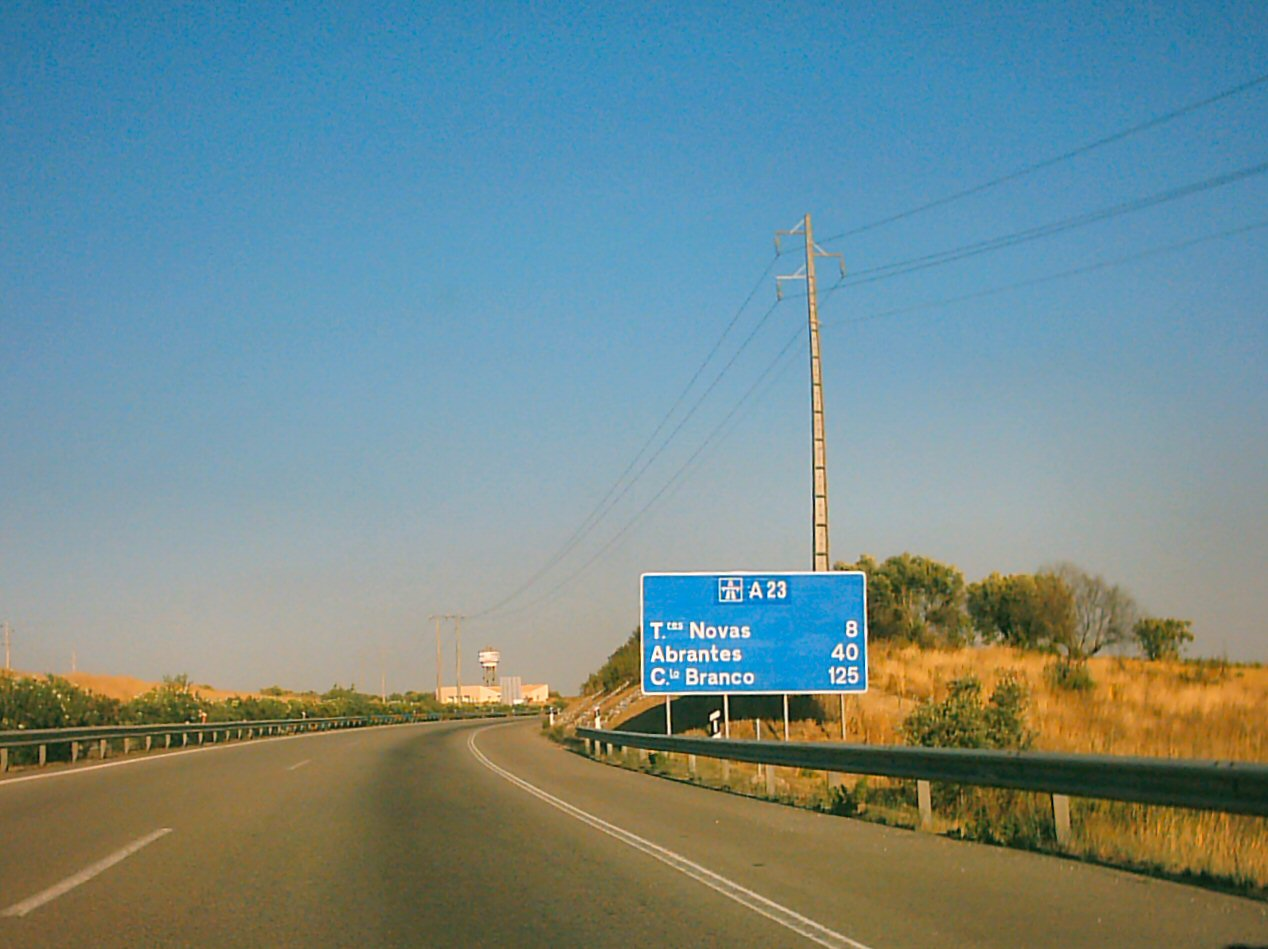
Tramo de la A23, una autopista en régimen de SCUT

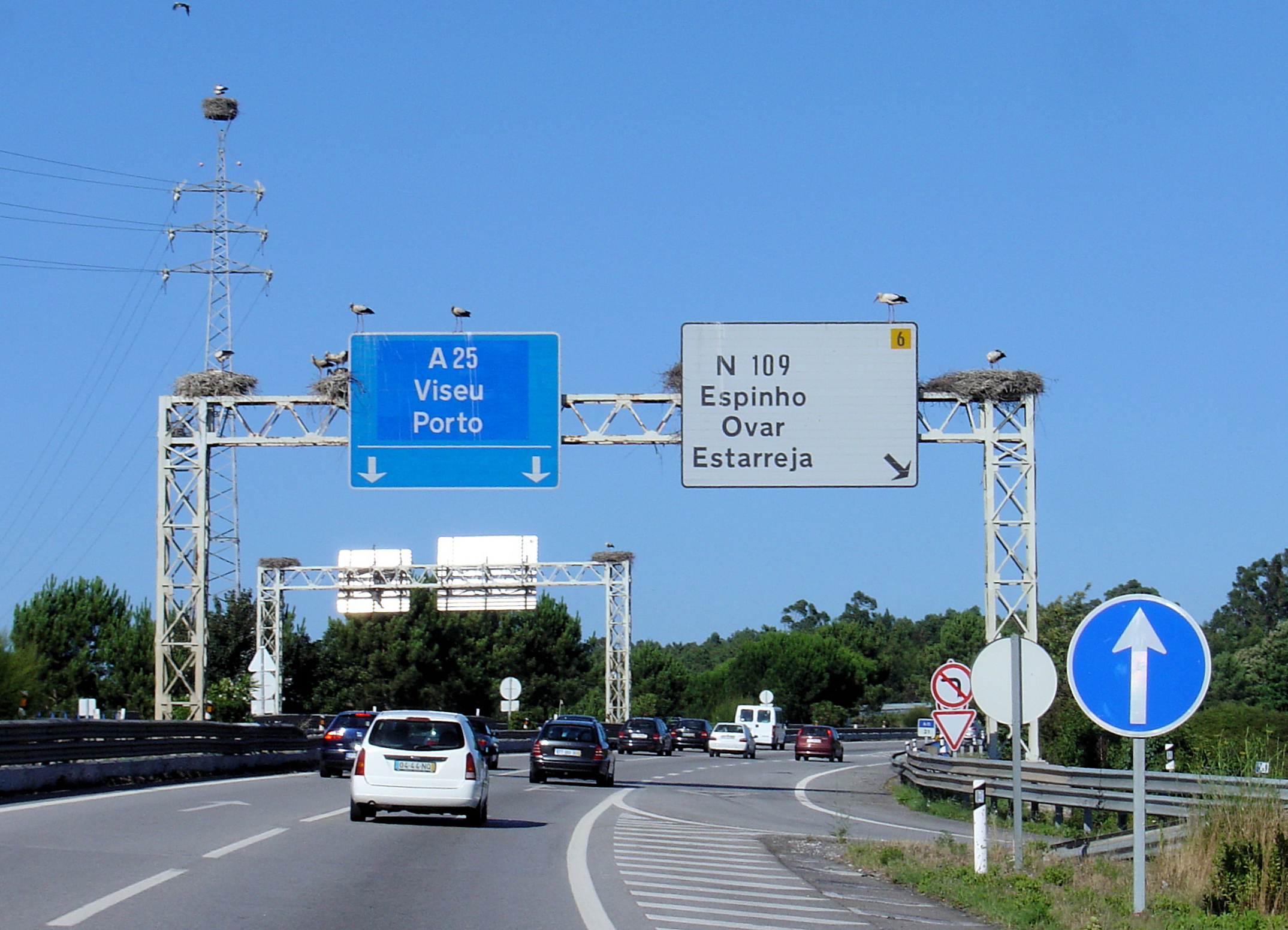
La A25, otra autopista en régimen de SCUT, en las proximidades de Aveiro

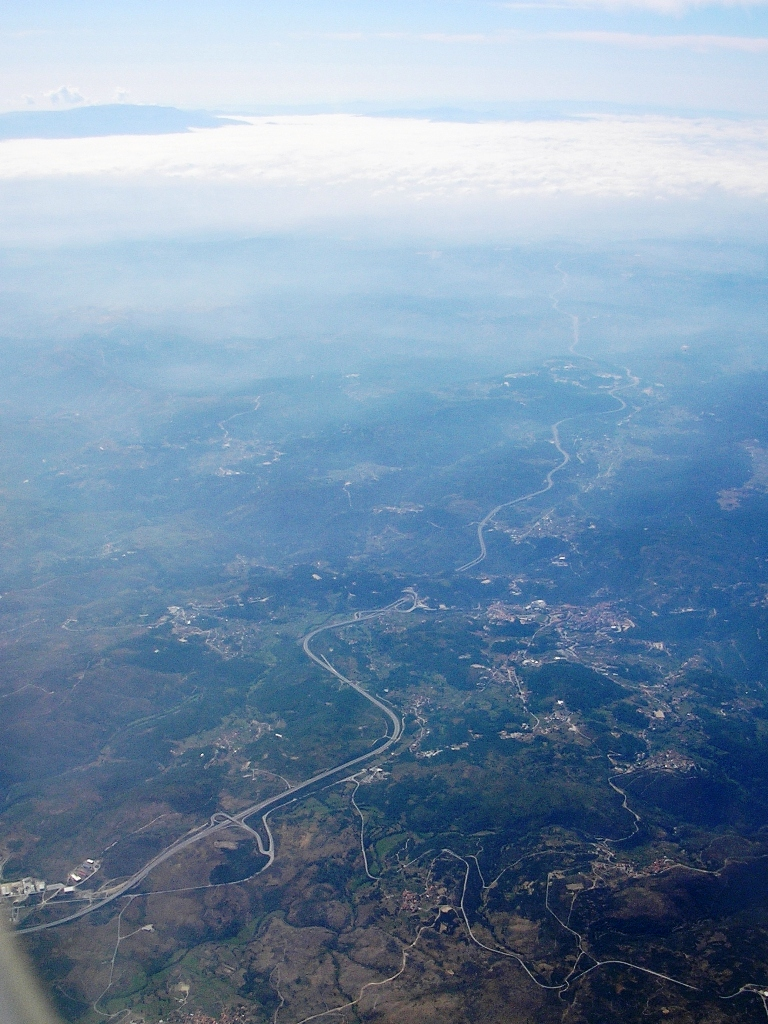
Vista aérea de la A24 cerca de Castro Daire, autopista administrada por medio del régimen SCUT

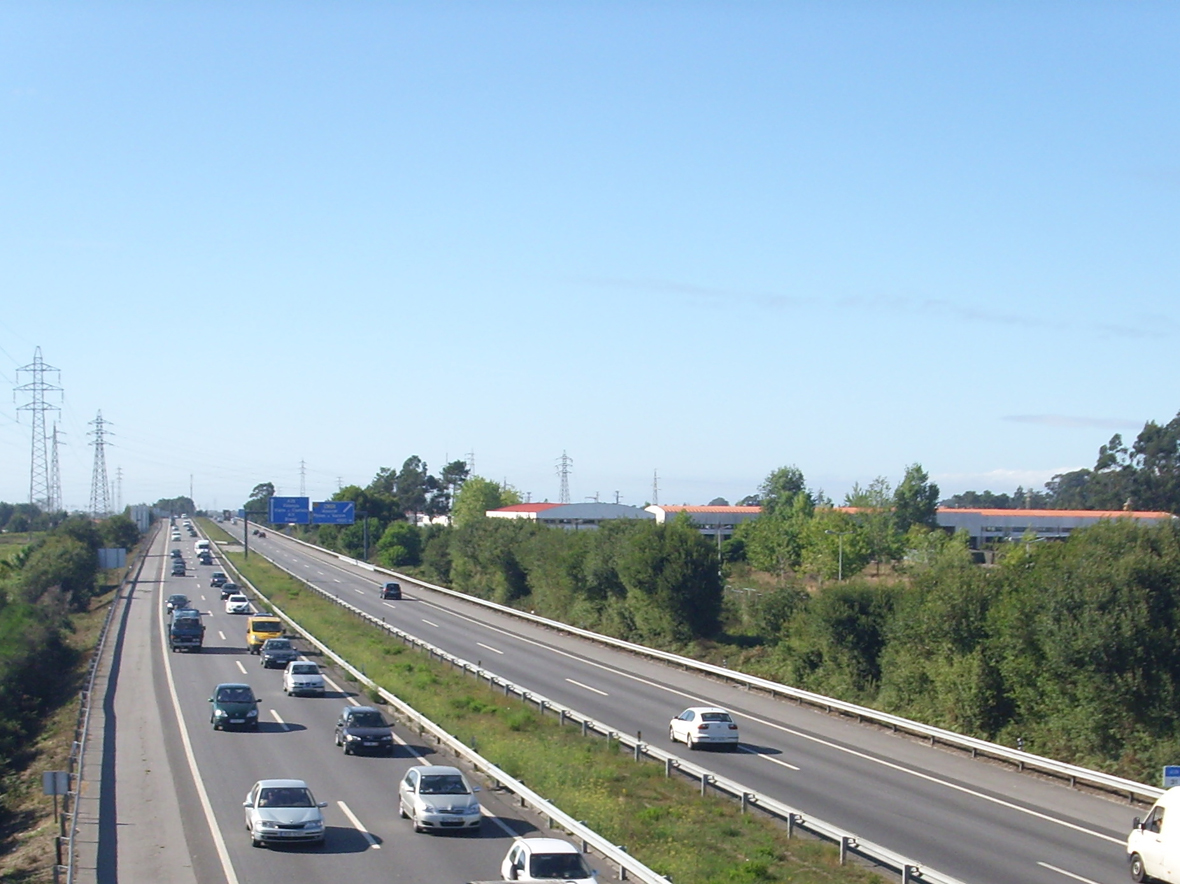
A pesar de estar actualmente administrada en régimen de SCUT, existen planes para que el pago de la A28 sea efectuado por medio de peajes.

Una SCUT (abreviatura de Sem Custo para o UTilizador, Sin Coste para el Usuario) era el término utilizado en Portugal para designar las autopistas en régimen de peaje sombra, cuyos gastos eran soportados por el Estado portugués. De la construcción y mantenimiento de las autopistas se responsabilizaba una empresa concesionaria.
El concepto de SCUT fue introducido en Portugal en 1997, por el Gobierno de António Guterres, por medio del Ministro de Equipamiento Social, João Cravinho.
Algunas de estas autopistas portuguesas en régimen SCUT eran: A14, A17, A22, A23, A24, A25, A28 y A29.

## Financiación
En su mayoría, la construcción, conservación y mantenimiento de las carreteras portuguesas era financiada con el dinero de los impuestos de los contribuyentes, compartido con fondos comunitarios.
En el caso de las autopistas de peaje, además de una ayuda estatal para la construcción, los usuarios también apoyaban la construcción, financiación, mantenimiento y explotación de la autopista mediante el pago de una cantidad de dinero en un peaje.
En el modelo SCUT, era el dinero de los contribuyentes, a través de los impuestos, el que pagaba la construcción, mantenimiento, explotación y financiación. El Estado entregaba la construcción, financiación, explotación e mantenimiento de la autopista a un consorcio privado, pagando a este una tarifa por cada vehículo que circula por esa vía.

## Localización de las autopistas SCUT
De los 914 km de autopistas en régimen SCUT, cerca del 55% se situaban en el interior, atravesando concejos cuyo nivel de desarrollo no justificaría el pago de los usuarios.

## Problemas debidos a la crisis económica
La mayoría de estas SCUT han sido convertidas desde 2011 en autopistas de cobro electrónico debido a los problemas económicos del Estado portugués.